# Гранд-променад
Гранд-променад (The Grand Promenade, 嘉亨灣) — гонконгский высотный жилой комплекс, расположенный в округе Истерн, в районе Сайваньхо. Состоит из 66-этажной башни Гранд-променад 2-5 (219 метров), которая объединяет три здания, и двух 63-этажных башен Гранд-променад 1 и Гранд-променад 6 (по 209 метров каждая). Девелопером комплекса Гранд-променад является компания Henderson Land.
|                       |                       |                       |
| Гранд-променад (2008) | Гранд-променад (2004) | Гранд-променад (2006) |